# Yoshitoshi Tokugawa
El barón Yoshitoshi Tokugawa (徳川 好敏 Tokugawa Yoshitoshi?) fue un general que sirvió en el Ejército Imperial Japonés, y uno de los pioneros de la aviación militar en Japón.

## Biografía
Tokugawa Yoshitoshi fue el hijo del conde Tokugawa Atsumori (1856-1924) (líder de la rama Shimizu del clan Tokugawa). Se graduó en la Academia Imperial del Ejército en 1903, tras especializarse en ingeniería.  
En 1909, Tokugawa fue enviado a Francia como agregado militar, específicamente para estudiar ingeniería aeronáutica y aplicaciones militares de los aviones. Compró un biplano Farman MF.7 que llevó de vuelta a Japón. El 19 de diciembre de 1910, Tokugawa realizó con éxito el primer vuelo motorizado en Japón, en el Parque Yoyogi de Tokio, siete años después del primer vuelo de los hermanos Wright. El 5 de abril de 1911, Tokugawa realizó el vuelo inaugural del primer aeropuerto permanente en Japón, en Tokorozawa.

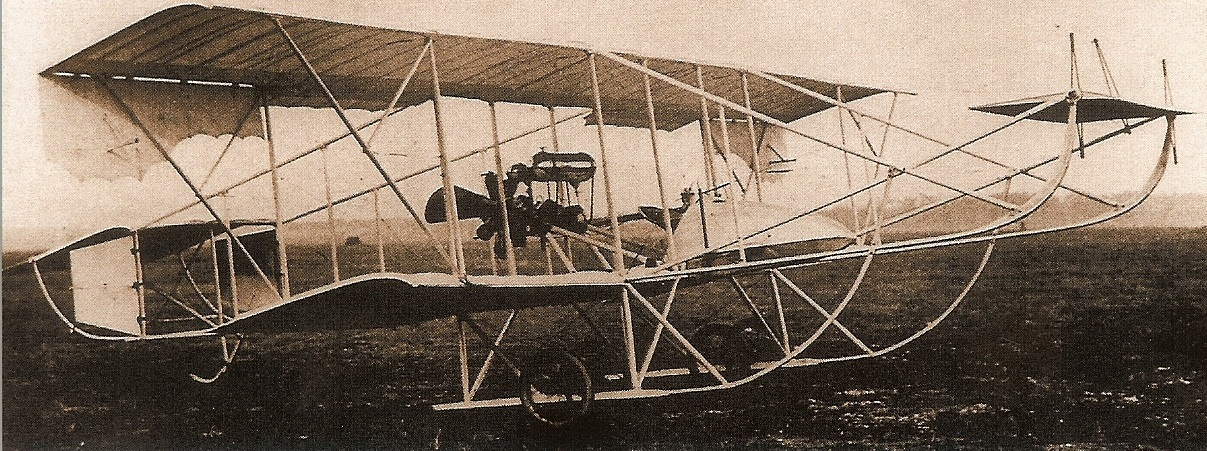
Primer avión en Japón, un Farman MF.7

Tokugawa, junto al general Hino Kumazo promovió el uso de esta nueva tecnología entre el Estado Mayor del Ejército, y contribuyó a la creación del Servicio Aéreo del Ejército Imperial Japonés.
Estuvo al frente del 2º Batallón Aéreo, fue comandante del Primer Regimiento Aéreo, así como de la aviación del Ejército en tres ocasiones durante las décadas de 1920 y 1930. También dirigió las escuelas de vuelo de Tokorazawa y Akeno, y posteriormente formó parte del Estado Mayor del Ejército. Fue conocido en Japón como el padrino del vuelo.